# The Silken Spider
Pour plus de détails, voir Fiche technique et Distribution.
The Silken Spider est un court-métrage muet américain, réalisé par Frank Borzage, sorti en 1916.

## Fiche technique
- Titre original : The Silken Spider
- Réalisation : Frank Borzage
- Scénario : William Parker
- Société de production : American Film Manufacturing Company
- Société de distribution : Mutual Film Corporation
- Pays d’origine :  États-Unis
- Langue : anglais
- Format : Noir et blanc - 35 mm - 1,37:1 - Muet
- Genre : drame
- Durée : 30 minutes
- Dates de sortie :
  - États-Unis : 7 mars 1916

## Distribution
- Frank Borzage
- King Clark
- Warren Ellsworth
- Lillian Knight
- Louise Lester
- George Periolat
- Vivian Rich
- Alfred Vosburgh